# Zlatica Puškárová
Zlatica Puškárová (Nagyszombat, 1977. június 26. –) szlovák újságíró, politológus, televíziós műsorvezető.

## Pályafutása
Az olasz-szlovák kétnyelvű gimnázium elvégzése után politológiát és újságírást tanult Pozsonyban. Tanulmányai befejezését követően a pozsonyi Večerník hírlapnál, majd a SME hírlapnál tevékenykedett. Televíziós pályafutása 1998-ban a Markíza szlovák kereskedelmi televíziónál kezdődött, ahol a híradó műsorvezetője lett. Későbbiekben számos hírműsor, politikai vitaműsor vezetésével bízták meg. A Markíza televízió egyik legrangosabb politikai vitaműsorának (Na telo) műsorvezetője.

## Elismerései
- OTO 2005 (díj)
- Krištáľové krídlo - publicisztikai és irodalmi díj (2006)
- OTO 2006 - televíziós személyiség, publicisztika
- OTO 2007 - televíziós személyiség, publicisztika

## Fordítás
- Ez a szócikk részben vagy egészben a Zlatica Puškárová című szlovák Wikipédia-szócikk ezen változatának fordításán alapul.  Az eredeti cikk szerkesztőit annak laptörténete sorolja fel. Ez a jelzés csupán a megfogalmazás eredetét és a szerzői jogokat jelzi, nem szolgál a cikkben szereplő információk forrásmegjelöléseként.